# 曹成 (死士)
曹成（1113年—？），南宋武将劉錡麾下的死士。
他是汝阴县（今安徽省阜阳市颍州区）人。少有大志，常向邻人说：“天下为己任者，舍我其谁？”但因家贫，15岁随父当了铁匠。南宋绍兴十年（1140年），金兀术自黎阳取河南，连陷汴梁以南州县。正当顺昌（今阜阳城）危机时，刘锜统兵至城下。曹成察觉刘锜有与顺昌共存亡的决心，奔走奋呼道：“金人欺我太甚，老子要在刘太尉（刘锜曾受爵太尉）麾下英勇杀敌哩!”先是给八字军铸枪锻剑，继而按照刘锜的计划，在要害处投毒放药，最后参加敢死队，以一当百，屡战皆捷。金兵败退，刘锜嘉其战功，封官行赏。曹成不受，说道：“倾巢无完卵，保乡卫土乃我分内之事。金兵已退，俺还有铁匠手艺做哩！”曹成回到铁匠铺，被人称为义勇，倍受敬重。